# Franjo Plavšić
Franjo Plavšić (Privlaka, 29. kolovoza 1946.), hrvatski kemičar, toksikolog.
Redoviti profesor na Farmceutsko-biokemijskom fakultetu Sveučilišta u Zagrebu. 

## Životopis
Bio je terenac: voditelj toksikološke službe u ratnim uvjetima, koja je osnovana u Stožeru saniteta Ministarstva zdravstva da bi nakon rata, 1997. godine osnovao «mirnodopsku» toksikologiju u obliku ustanove: "Hrvatski zavod za toksikologiju" (HZT), posvećenu zaštiti ljudi od opasnih kemikalija, učenju o postupanju s kemikalijama, izradio je brojne studije o opasnosti od pojedinih vrsta kemikalija.
Radio je u laboratorijima Instituta Ruđer Bošković, Plive i dijagnostičkog laboratorija u KBC Zagreb, na Klinici Rebro. Nešto od toga je i u njegovim novijim knjigama: Uvod u analitičku toksikologiju u izdanju «Školske knjige» 2006. godine koju je napisao zajedno sa svojom asistenticom na Fakultetu, Irenom Žuntar. To je ujedno prva knjiga koja obrađuje pitanje otrovnosti i apsorpcije otrova (prodor) u organizam, a da nije prijevod sa stranog jezika, već originalni rad. Za radnike koji u svojem poslu moraju baratati nekim od opasnih kemikalija napisao je, zajedno sa svojim suradnicima iz Hrvatskog zavoda za toksikologiju: Alkom Wolf Čoporda i Zdravkom Lovrićem,  knjigu Siguran rad s kemikalijama, također 2006. godine. Knjiga je originalni priručnik za sve koji rade s kemikalijama u tvornicama, na uvozu kemikalija i stavljanju u promet raznih kemijskih proizvoda i slično.
Napisao je nekoliko romana lijepe književnosti, anegdote u kojima je oslikao smiješne trenutke u najtežim danima Domovinskog rata. (Dječaci zauvijek)